# Học tập cải tạo tại Việt Nam
Học tập cải tạo tại Việt Nam là tên gọi hình thức giam giữ mà chính quyền Việt Nam thực hiện đối với một bộ phận các nhân vật mà các chính phủ sở tại kết án vì cách hành vi vi phạm pháp luật, vướng vào tệ nạn xã hội hoặc là các nhân vật hoạt động chống chính phủ hoặc là tù binh chiến tranh. Đây là một hình thức xử phạt  và lao động bắt buộc.

## Trước 1975

### Thời kỳ Pháp thuộc
Thời kỳ Pháp thuộc, chính quyền thực dân cho thành lập các trại tập trung, cải tạo để giam giữ những người chống đối. Đây thường được gọi dưới cái tên như trại cải tạo hay trại lao động đặc biệt. Tiêu biểu có trại Noong Nhai tại Điện Biên hay trại Bà Rá ở Phước Long. Khu tập trung Noong Nhai có hơn 3000 người dân, hầu hết là người dân tộc Thái. Tại trại Bà Rá thực chất là một trại giam để giam giữ tù chính trị và tội phạm chưa kết án. Đối với tội phạm thường, họ được sử dụng làm nhân công làm việc trong các lĩnh vực công nghiệp và nông nghiệp. Các lao động tù nhân theo từng nhóm 25 hoặc 50 người phục vụ lao động công ích như đào đường, nạo nét kênh rạch, san lấp đường sá. Đối với tù chính trị, họ phải đi khai khẩn đất hoang và phải làm việc dưới sự giám sát của các lính canh đồn điền. Các tù chính trị cho thấy họ không tin tưởng vào lực lượng quản lý của trại. Cùng với sự đối xử dã man của cai ngục, địa thế hiểm trở, cách biệt của nhà tù Bà Rá đã khiến việc cung cấp, vận chuyển lương thực, thực phẩm, thuốc men, ...cho trại tù rất hạn chế, do đó tù nhân tại đây sống rất thiếu thốn, khổ cực, bệnh dịch nặng nề và triền miên, nhiều tù nhân đã chết tại trại.

### 1954-1975
Chế độ cải tạo lao động rập theo khuôn mẫu của Trung Quốc đã được áp dụng tại Việt Nam Dân chủ Cộng hòa ngay từ năm 1954 với tội phạm hình sự, tù binh đối phương và tù nhân bị kết án chống đối chính quyền. Theo văn bản luật pháp thì quy chế giam giữ tại trại cải tạo chiếu theo nghị quyết 49 (49-NQTVQH) của Hội đồng Bộ trưởng thông qua ngày 20 tháng 6 năm 1961 và bắt đầu áp dụng kể từ 8 tháng 9, các đối tượng này là "thành phần phản cách mạng" và đe dọa an ninh công cộng. Theo đó, người từ 18 tuổi trở lên, có hành động nguy hại cho xã hội, đã được giáo dục nhiều lần mà không hối cải, nhưng xét thấy không cần đưa ra Tòa án nhân dân xử phạt thì sẽ áp dụng biện pháp đưa vào trại cải tạo lao động. Những người được giáo dục cải tạo không bị coi như phạm nhân có án phạt tù, nhưng trong thời gian giáo dục cải tạo không được hưởng quyền công dân. Những người này được hưởng chế độ về lao động, học tập, ăn ở theo quy định, và phải tuân theo kỷ luật giáo dục cải tạo, thời hạn giáo dục cải tạo là 3 năm. Những người cải tạo tốt sẽ được về trước thời hạn, những người hết 3 năm mà không chịu cải tạo thì thời hạn giáo dục cải tạo có thể bị kéo dài hơn.
Tại miền Nam, chế độ tổng thống Ngô Đình Diệm cũng thành lập các trại tập trung trong chương trình Tố Cộng diệt Cộng. Từ đầu mùa hè năm 1955 đến giữa năm 1958, số lượng người bị đưa vào các trại tập trung, cải tạo được Hoa Kỳ ước tính từ 50.000 đến 100.000 người. và trong giai đoạn 1955-1960 là 500.000 người. Tình trạng binh lính Việt Nam Cộng hòa giết hại tù nhân trong trại thường xuyên xảy ra. Để che mắt dư luận, chính quyền Ngô Đình Diệm thường bố trí một sân tập bắn ngay cạnh khu trại giam. Chế độ trong trại cho người bị giam rất kham khổ với điều kiện sống không đảm bảo, với dịch bệnh thường xuyên. Dư luận chỉ biết tới tình trạng này khi Ngô Đình Diệm bị đảo chính.
Theo báo cáo đặc biệt năm 1973 của Tổ chức Ân xá quốc tế (amnesty international - AI), có tồn tại việc chính phủ Việt Nam Cộng hòa đàn áp những người cộng sản, trong đó có việc lạm dụng các điều luật mơ hồ để bắt giữ tuỳ tiện, tra tấn, và xét xử bằng toà án binh. Nhiều người đã bị bắt mặc dù họ không có liên hệ với Chính phủ Cách mạng lâm thời Cộng hòa miền Nam Việt Nam hay Mặt trận Dân tộc Giải phóng miền Nam Việt Nam. Theo AI, tình trạng tra tấn, bức cung, nhục hình tại các trại cải tạo vẫn diễn ra thường xuyên. Từ năm 1972, hội Chữ thập đỏ bị ngăn cấm vào tiếp xúc và hỗ trợ cho tù chính trị.
Về phía Chính phủ Cách mạng lâm thời Cộng hòa miền Nam Việt Nam, AI cho biết, một số người bị giam giữ đã được chuyển ra ngoài Bắc. Sau khi Hiệp định Paris được ký, đã có hơn 600 tù nhân được họ trao trả cho phía đối phương. Đây là toàn bộ số lượng người bị giam dân sự mà họ có (con số này được AI cho là rất nhỏ khi xét thấy số lượng nhân viên dân sự của Việt Nam Cộng hòa là hơn 67.000 người). Phía Chính phủ Cách mạng lâm thời Cộng hòa miền Nam Việt Nam không giam giữ những người thuộc lực lượng chính trị thứ ba, đồng thời họ cũng cung cấp danh sách 16.754 nhân viên dân sự của họ đang bị phía Hoa Kỳ/Việt Nam Cộng hòa giam giữ. AI thừa nhận không có tra tấn trong các trại của Chính phủ Cách mạng lâm thời Cộng hòa miền Nam Việt Nam nhưng tình trạng cuộc sống của người bị giam giữ không được tốt. Phía Chính phủ Cách mạng lâm thời Cộng hòa miền Nam Việt Nam giải thích do đang trong tình trạng chiến tranh, các trại phải di chuyển liên tục, nguồn viện trợ từ miền Bắc hạn hẹp đến nỗi ngay cả binh lính Quân Giải phóng miền Nam Việt Nam còn bị thiếu ăn, thương binh nhiều lúc đã thiệt mạng vì thiếu thuốc men. Do đó, họ chỉ có thể đảm bảo những nhu cầu đơn giản nhất của những người bị giam giữ là đảm bảo cho những người này được sống.

## Sau 1975
Trong bối cảnh hậu chiến (sau ngày 30 tháng 4 năm 1975), cụm từ "học tập cải tạo" nói đến chương trình tập trung để cải tạo của chính quyền Việt Nam đối với binh lính chế độ Việt Nam Cộng hòa hay những người tham gia phục vụ cho chính quyền Việt Nam Cộng hòa trước 1975. Hệ thống giam giữ tù binh này lấy mẫu từ trại cải tạo lao động của Liên Xô.
Sau ngày 30/4/1975, số tàn quân của quân đội Việt Nam Cộng Hòa tan rã tại chỗ khá đông, một số vẫn tiếp tục lẩn trốn và tìm cách chống lại chính quyền mới (ném lựu đạn, ném đá vào rạp hát, cắm cờ Việt Nam Cộng hòa, dán khẩu hiệu ở thị xã, thị trấn, đặt chướng ngại vật gây tai nạn trên đường, lập các nhóm gây rối trật tự trị an...). Một số còn thu thập nhân lực, chôn giấu vũ khí, xây dựng kế hoạch hoạt động vũ trang để lập vùng ly khai. Để đảm bảo trật tự an ninh, tháng 6/1975, Chính phủ Cộng hòa miền Nam Việt Nam ra thông cáo bắt buộc sĩ quan quân đội và viên chức thuộc chế độ Việt Nam Cộng hòa đi học tập cải tạo. Để phân định và có chính sách đối xử thỏa đáng, Chính phủ cũng phân biệt rõ "những công chức làm việc cho địch vì hoàn cảnh, vì đồng lương thì không coi là ngụy quyền".
Theo nhà nước Việt Nam, một trong các mục đích của học tập cải tạo là thể hiện chính sách khoan hồng của Nhà nước Việt Nam khi họ không đưa các cựu binh đối phương ra xét xử các tội ác chiến tranh, bởi nếu xét xử như vậy thì mức án với các đối tượng này còn nặng hơn nhiều, một số tù nhân có thể bị tử hình; đồng thời cũng để chính quyền mới tạm thời ngăn chặn sự chống phá của các thành viên cực đoan của chế độ cũ nhằm giữ ổn định xã hội miền Nam thời kỳ hậu chiến.. Còn tướng Lê Minh Đảo của Quân lực Việt Nam Cộng hòa thì cho rằng ông bị giam giữ mà không xét xử và không có điều kiện sinh hoạt tốt theo quy chế tù binh trong Công ước Genève. Trại cải tạo của chính quyền Việt Nam cũng là mô hình giam giữ tập trung tương tự với các trại cải tạo lao động của Liên Xô và một số nước khác, theo đó tù nhân tham gia các hình thức lao động trong trại giam.
Theo Alain Wasmes, tác giả cuốn sách La peau du Pachyderme (Việt Nam tấm da voi), sau ngày 30 tháng 4 năm 1975, Chính quyền Cách mạng lâm thời Cộng hòa miền Nam Việt Nam đã nắm trong tay toàn bộ tài liệu ở trung tâm đăng kiểm của Bộ chỉ huy Viện trợ quân sự Mỹ ở Việt Nam (MACV), do Quân lực Việt Nam Cộng hòa tan rã quá nhanh nên không kịp tiêu hủy tài liệu, mà theo như ông mô tả là "Một trong năm máy tính của trung tâm đăng kiểm Mỹ, toàn bộ quân đội Sài Gòn, từ tổng chỉ huy cho đến anh binh nhì, đều được chương trình hóa với toàn bộ những chi tiết về lai lịch và chính trị cần thiết của họ. Thậm chí cả với lớp sắp tuyển, cũng có đầy đủ tất cả như thế". Trên thực tế, trong các báo cáo của sĩ quan Quân lực Việt Nam Cộng hòa, rất nhiều hành động có thể được coi là tội ác chiến tranh đã được ghi lại và báo cáo như là một "chiến tích" trong sự nghiệp chống cộng. Nếu chính quyền mới muốn lập tòa án để xử tử tù binh chế độ cũ thì đó sẽ là bằng chứng rõ ràng để kết tội, nhưng chính quyền mới đã không làm vậy.
Việc trừng phạt những đối tượng cộng tác với quân xâm lược nước ngoài diễn ra rất phổ biến ở các nước. Sau khi thoát khỏi sự đô hộ của Đế quốc Nhật Bản, tại Hàn Quốc thì luật pháp có hẳn 1 quy định về đối tượng này, Trung tâm Sự thật và Công lý Lịch sử (CHTJ) đã lập ra cả 1 danh sách 4.389 người từng cộng tác với Nhật để xét lý lịch với con cháu của họ, năm 2019 Tổng thống Hàn Quốc Moon Jae-in nói rằng "xóa sạch những dấu tích của việc cộng tác với Nhật Bản là điều nên được thực hiện từ lâu" Sau khi được quân Đồng Minh giải phóng năm 1945, hàng loạt các nước châu Âu đã trừng phạt những người cộng tác với quân xâm lược Đức Quốc xã: nước Pháp đã xử tử hơn 10.500 người, phạt tù 127.0000 người; Hà Lan đã bắt giam 60.000 người; Đan Mạch, Bỉ và Na Uy mỗi nước cũng đã bắt giam hàng chục nghìn người cộng tác với Đức Quốc xã (riêng Na Uy, Đan Mạch và Hà Lan đã khôi phục án tử hình trong dịp này sau hàng chục năm không áp dụng) (xem Épuration légale). Khi so sánh thì chính sách học tập cải tạo ở Việt Nam đã khá nhân đạo khi không tiến hành tử hình bất kỳ một ai.
Một công bố của nhà chức trách nói rõ:
"Việc tổ chức cho ngụy quân, ngụy quyền và các đối tượng phản động ra trình diện học tập cải tạo thể hiện chính sách nhân đạo của Đảng và Nhà nước, có tác dụng phân hóa hàng ngũ bọn phản động, cô lập bọn đầu sỏ ngoan cố, đập tan luận điệu tuyên truyền chiến tranh tâm lý của địch, tranh thủ được sự đồng tình và ủng hộ của nhân dân." 
Chính phủ Cộng hòa Miền Nam Việt Nam đề ra bốn thành phần cần phải tập trung đưa đi cải tạo:
1. Ngụy quân: sĩ quan Quân đội từ cấp úy đến cấp tướng
2. Ngụy quyền: cảnh sát, tư pháp, hành chính
3. Đảng phái phản động: đảng viên chống Cộng
4. Đầu hàng, phản bội: các phần tử bị chiêu hồi

Thủ tướng Phạm Văn Đồng khi trả lời chất vấn trước Nghị viện Pháp vào cuối thập niên 1980 đã tuyên bố học tập cải tạo là một chính sách nhân đạo, bởi nếu ở những nước khác, bao gồm cả Pháp, những tù nhân này lẽ ra đã bị xử tử hàng loạt vì tội phản quốc, cộng tác với quân xâm lược nước ngoài:
Những khu trại mà các vị gọi là trại cải tạo, là sự thể hiện cực kỳ nghiêm túc quan điểm nhân quyền của chúng tôi... Những người này, những người đã phạm phải những tội ác tày trời chống lại đất nước, những người mà nếu ở những nước khác, mà chính quý vị ở đây (các nghị sỹ, nhà báo Pháp) ngay sau khi được giải phóng khỏi Đức Quốc xã, biết chuyện gì đã xảy ra (nước Pháp đã xử tử hơn 10.000 người cộng tác với Đức Quốc xã sau khi được quân Đồng Minh giải phóng năm 1945, xem Épuration légale)... Những người này được cho cơ hội trở lại làm một công dân bình thường, tham gia vào cộng đồng cả nước như bao người. Các vị còn đòi hỏi gì nữa?
Ngoài ra có những người không thuộc bốn diện trên nhưng có hoạt động chống Cộng như nhà văn, nhà báo và "biệt kích cầm bút" bị nhà nước xem là chống Cộng cũng phải đi học tập cải tạo.Các tội phạm hình sự như trộm cắp, ma túy, cướp giật, cướp có vũ trang, hiếp dâm... nếu bị bắt cũng phải đưa vào trại. Lao động cải tạo còn áp dụng cho các công dân vi phạm pháp luật, vướng vào tệ nạn xã hội nói chung, đặc biệt là trong giai đoạn hơn mười năm hậu chiến. Tính từ 30/4/1975 đến hết năm 1975, lực lượng An ninh Sài Gòn - Gia Định điều tra làm rõ 5.305/6.959 vụ hình sự, truy quét, triệt xóa nhiều băng, ổ, nhóm trộm cướp chuyên nghiệp khét tiếng. Như băng cướp do Đoàn Đình Hùng (tức Hai Sang) đã gây ra 94 vụ giết người, cướp tài sản.

### Cách tiến hành tại miền Nam
Công việc triệu tập các đối tượng để đưa đi học tập cải tạo bắt đầu từ Tháng Năm, 1975. Đối với hạ sĩ quan (cấp úy trở xuống), sau trình diện thì phải theo học một khóa chính trị ngắn rồi được cấp giấy chứng nhận để cho về. Đối với các cấp chỉ huy thì có lệnh trình diện bắt đầu từ ngày 13 đến 16 Tháng Sáu, 1975. Chiếu theo đó thì sĩ quan sẽ đi học tập 15 ngày trong khi các viên chức dân sự cùng những đảng viên các tổ chức chính trị của miền Nam thì thời gian học tập là một tháng. Người trình diện phải mang theo 21 kilôgam gạo làm lương thực trong đó có mọi ngành từ quận trưởng trở lên hoặc đối với các viên chức hành chánh là trưởng phòng trở lên. Các văn nghệ sĩ cũng phải ra trình diện.

### Nội dung trong trại
Tổng cộng có hơn 80 trại cải tạo phân bố trên toàn đất nước, nhất là những vùng biên giới, nơi kinh tế của nhân dân còn khó khăn và cần nhiều hỗ trợ. Chương trình bắt đầu với 10 bài giảng với những đề tài: 
1. Tội ác của Mỹ và Việt Nam Cộng hòa
2. Lý thuyết Xã hội chủ nghĩa
3. Chính sách khoan hồng của đảng Cộng sản Việt Nam và nhà nước Việt Nam [25]

Người trong trước tiên phải viết "bài tự khai", bắt đầu với bản "sơ yếu lý lịch", tiếp theo là bài tự kiểm điểm và khai báo quá khứ: một tháng viết hai lần; mỗi bài khai dài khoảng 20 trang giấy viết tay. Viết xong thì có buổi tự khai báo tập thể để mọi người phê bình, khen chê. Ai khai nhiều thì được điểm là "tiến bộ". Tùy theo cấp bậc hoặc thời gian phục vụ cho Mỹ/Việt Nam Cộng hòa mà những người này phải học tập cải tạo theo thời gian thông thường từ vài ngày đến vài tháng, cá biệt có người bị 17 năm. Tuy nhiên, cũng có rất nhiều người không bị đưa đi học tập cải tạo hoặc chỉ trong một thời gian ngắn. Đó là những người hoặc là hoạt động tình báo cho phía Mặt trận giải phóng, hoặc là những người ôn hòa được coi là "không có tội ác với nhân dân", như trường hợp Tổng thống Dương Văn Minh và một số dân biểu khác.
Vì chính sách dùng lao động để cải tạo tư tưởng nên lao động sản xuất là trọng điểm. Nghị quyết 49 đề ra 8 giờ lao động sản xuất mỗi ngày. Mỗi tuần thì có hai buổi học tập chính trị. Chiều thì có lớp dạy văn hóa dành cho những người có trình độ văn hóa thấp. Những người trong trại học tập cải tạo phải lao động làm việc ở các công trường, trong các trại cải tạo, mà nhiều người mô tả là cực nhọc, một phần trong số đó đã bị mắc bệnh và chết do điều kiện sống khó khăn, thuốc men thiếu thốn. Công việc thông thường là chặt cây, trồng cây lương thực, đào giếng, và hỗ trợ lực lượng gỡ bom mìn sót lại từ chiến tranh. Việc này xuất phát từ thực tế rằng kinh tế Việt Nam những năm hậu chiến rất khó khăn, khẩu phần ăn của những người bình thường cũng chỉ ở mức đủ để duy trì cuộc sống, tỷ lệ trẻ em bị suy dinh dưỡng, thấp còi ở mức cao. Theo lời của Thiếu tướng Đỗ Năm (nguyên Cục trưởng Cục quản lý trại giam V.26, một trong những người tham gia quản lý học tập cải tạo) giải thích với những người đi học tập, cải tạo rằng: "Đất nước còn khó khăn, chế độ nhà nước cấp còn thiếu thốn. Việc các anh (người tham gia học tập, cải tạo) trồng trọt chăn nuôi không phải để sản xuất hàng hóa lưu thông trên thị trường, mà để phục vụ lại cho đời sống của trại. Như vậy là lao động tự phục vụ. Sĩ quan như chúng tôi còn phải lao động tăng gia, tại sao các anh không làm?". Ông cũng nói thêm rằng tiêu chuẩn ăn của cán bộ quản giáo và trại viên như nhau. Trại cũng có chính sách hỗ trợ người thân đến thăm nuôi, có cả tiêu chuẩn nghỉ lao động để ở cùng vợ trong 1 ngày tại phòng riêng.

### Số lượng người đi học tập
Sau năm 1975 ở miền Nam có hơn 1.000.000 người thuộc diện phải ra trình diện. Riêng ở Sài Gòn có 443.360 người ra trình diện, trong số đó có 28 viên tướng, 362 đại tá, 1.806 trung tá, 3.978 thiếu tá, 39.304 sĩ quan cấp uý, 35.564 cảnh sát, 1.932 nhân viên tình báo, 1.469 viên chức cao cấp trong chính quyền, và 9.306 người trong các "đảng phái phản động". Theo Phạm Văn Đồng, con số người phải trải qua giam giữ sau này 30/4/1975 là hơn 200.000 trong tổng số 1 triệu người ra trình diện. Tính đến năm 1980 thì chính phủ Việt Nam xác nhận có 26.000 người vẫn còn ở trong trại cải tạo. Tuy nhiên một số quan sát viên nước ngoài ước tính khoảng 100.000 đến 300.000 vẫn đang ở trong trại cải tạo. Ước tính của Hoa Kỳ cho rằng khoảng 165.000 người bị giam. Tuy nhiên, ước tính của Mỹ và quan sát viên nước ngoài đã tính gộp cả những người thuộc diện vi phạm các tội về an ninh (giết người, trộm cướp...) chứ không chỉ gồm các cựu quân nhân, quan chức của Việt Nam Cộng hòa và con số đã bị thổi phồng. Theo báo cáo năm 1979 của Tổ chức Ân xá Quốc tế (AI), phía Việt Nam trong giai đoạn 1975-1979 có 40.000 người phải đi học tập cải tạo. Tới năm 1979, số người bị giam giữ được ước tính là 26.000 người. Phía AI cũng nhấn mạnh, số lượng này đã bao gồm cả các tội phạm về hình sự như trộm cắp, mại dâm, ma túy,...
Theo Aurora Foundation thì việc bị giam giữ dài hạn thường bị chuyển từ trại này sang trại khác có dụng ý chia tách để tù nhân không liên kết với nhau được và đường dây liên lạc với gia đình thêm khó khăn. Điều này là nhằm ngăn chặn các hoạt động phản kháng, thù địch của những người bị giam giữ đối với chính quyền mới.

### Đánh giá
- Luật sư, nhân vật bất đồng chính kiến chống Nhà nước Việt Nam, Cù Huy Hà Vũ cho rằng: "...việc tập trung cải tạo hàng trăm nghìn cựu sĩ quan, cựu viên chức Việt Nam Cộng Hòa vào các trại tập trung cải tạo đó là một tội ác,...nếu ai phạm tội, thì phải đưa ra xử theo pháp luật, dù pháp luật đó là thế nào và phải có bản án. Chứ còn chuyện mà cứ đưa đi mà không có một bản án, kéo dài hết năm này, hết năm kia, thậm chí rất nhiều người mất mạng có thể do việc bị xử bắn, hoặc do chuyện rừng thiêng nước độc, hoặc do ăn đói kém, thì những chuyện đấy tôi cho là tội ác.
- Luật sư, nhân vật bất đồng chính kiến chống Nhà nước Việt Nam, Lê Công Định nhận định năm 2015: "Đối với những tù nhân cải tạo quân nhân của chế độ Sài Gòn ngày xưa chúng ta thấy nó thể hiện rõ một chính sách của chính quyền là trả thù những người từng là đối thủ của mình. Họ không có một sự khoan dung, không có sự hòa giải thật sự cho nên mới thực hiện việc đó."[32]
- Nhận xét về việc đưa binh lính chế độ Việt Nam Cộng hòa đi học tập cải tạo sau 1975, luật sư Ngô Bá Thành cho là họ đã rất may mắn và được khoan hồng. Bởi nếu chính quyền mới học theo quân Đồng Minh trong thế chiến thứ hai và tổ chức một phiên tòa xét xử tù binh chiến tranh như Tòa án Nuremberg, thì rất có thể nhiều sĩ quan Việt Nam Cộng hòa đã bị tuyên án tử hình với những chứng cứ rõ ràng thu được trong hồ sơ quân nhân của họ[33] (Tòa án Nuremberg là tòa án của khối Đồng Minh trong thế chiến thứ 2 chuyên xét xử tù binh chiến tranh, tòa án này đã tuyên án tử hình hoặc chung thân với hàng trăm tù nhân là các nhân vật cao cấp của phe Đức-Ý-Nhật).
- Nhà bất đồng chính kiến với chính phủ Việt Nam, cựu đại tá Bùi Tín cho rằng: khi thiết lập một chính quyền mới, để đảm bảo an ninh cho xã hội thì tất yếu phải ngăn chặn những lực lượng quân sự tàn dư của chế độ cũ nổi loạn, chính sách học tập cải tạo là nhằm mục tiêu đó. Chính quyền mới hoàn toàn có thể bắt giam toàn bộ binh lính chế độ cũ để ngăn chặn nổi loạn, nhưng thực tế họ chỉ yêu cầu 1/10 số đó đi cải tạo dài hạn từ vài tháng trở lên, 9/10 còn lại thì được thả ngay. Những người tỏ ý hợp tác thì không phải đi và còn được bổ nhiệm chức vụ, đó đã là một sự nhân đạo lớn:

Tôi đã gặp một số vị trong chế độ Sài-gòn cũ, có vị là trung tướng nói với tôi rằng: "Nếu chúng tôi chiến thắng, tức Việt Nam Cộng hòa thắng, không chắc chính sách của chúng tôi đối với các ông đã hơn gì so với chính sách của các ông đối với chúng tôi. Có khi chúng tôi lại có những trại giam tàn bạo hơn."
Chẳng phải trong số trên dưới 1 triệu lính gọi là ngụy quân, ngụy quyền thì số bị đi cải tạo dài hạn chỉ bao gồm trên 10 vạn người, nghĩa là chừng 1 phần mười, còn 9 phần mười đã được hưởng quyền công dân ngay từ đầu rồi là gì? Chẳng phải đã có ông chuẩn tướng Nguyễn Hữu Hạnh tham gia Mặt trận tổ quốc thành phố Hồ Chí Minh, ông Nguyễn Xuân Oánh, quyền thủ tướng cũ, được bầu làm đại biểu quốc hội rồi là gì?
- Đại tá Phạm Hữu Thắng cho rằng:

"Rõ ràng là phía Việt Nam Cộng Hòa và phía nhà nước Việt Nam Dân chủ Cộng hòa là hai lực lượng thù địch nhau. Đã xác định là đối thủ rồi thì khi khi giải phóng rồi, thì như bên ngoài tuyên truyền là sẽ có một cuộc tàn sát đẫm máu, nhưng thực chất không có tàn sát đẫm máu. Mà việc cho một số người từng là kẻ địch đi cải tạo, đi học tập, tôi nghĩ là quốc gia nào cũng làm thế thôi. Còn điều kiện kinh tế Việt Nam thời đó, thì rõ ràng không thể, ngay cả với quân đội, với nhân dân, cũng chưa chăm lo được hết, cho nên có thể người ta nghĩ đấy là sự ngược đãi, nhưng điều kiện sống, điều kiện kinh tế của Việt Nam lúc ấy, tôi cho rằng cũng không thể đối xử tốt hơn được... Và người ta chỉ tập trung cải tạo trong một thời gian nào đấy để xóa bỏ ngăn cách, bởi vì với những người từng là đối phương, người ta sợ rằng họ sẽ gây nguy hiểm cho xã hội nên mới có chính sách ấy, và không có chuyện chính sách nhà nước, hoặc pháp luật nhà nước đề ra cái việc giết hại để dằn mặt"
- Phó Giáo sư Vũ Quang Hiển từ Đại học Quốc gia Hà Nội cho rằng:

"Tôi nghĩ rằng sau chiến tranh, Việt Nam không có ngược đãi đối với mọi người. Bởi vì chính sách lúc ấy của nhà nước Việt Nam là chính sách hòa hợp dân tộc. Chính sách này đã công bố công khai ngay từ thời chiến tranh, chứ không phải sau hậu chiến mới có chính sách đó. Thế còn việc tập trung học tập hay cải tạo, tôi nghĩ đấy là để học cho nó rõ chính sách của nhà nước Việt Nam thời bấy giờ. Nếu nói (học tập cải tạo) là tù đầy, thì tôi nghĩ đó là một sự xuyên tạc. Hơn nữa cũng cần lưu ý là có thể là ở những lớp học như vậy, đời sống không được tốt là do về mặt đời sống kinh tế không được tốt và có thể có một số anh em (cựu binh Việt Nam Cộng hòa) nào đó hiểu nhầm là mình bị khổ sở này khác. Không có nhà tù nào để giam cầm tất cả anh em sĩ quan binh sĩ quân đội Sài Gòn, cũng như (nhân viên) chính quyền Sài Gòn trước đây, trong nhà tù để mà đánh đập, để mà tra tấn, thì hoàn toàn không có."
- Thủ tướng Phạm Văn Đồng khi trả lời trước Nghị viện Pháp vào cuối thập niên 1980 đã tuyên bố học tập cải tạo là một chính sách nhân đạo, bởi nếu ở những nước khác, những tù nhân này có thể đã bị xử tử hàng loạt vì tội cộng tác với quân xâm lược nước ngoài[23]:

Những khu trại mà các vị gọi là trại cải tạo, là sự thể hiện cực kỳ nghiêm túc quan điểm nhân quyền của chúng tôi... Những người này, những người đã phạm phải những tội ác tày trời chống lại đất nước, những người mà nếu ở những nước khác, mà chính quý vị ở đây (các nghị sỹ, nhà báo Pháp) ngay sau khi được giải phóng khỏi Đức Quốc xã, biết chuyện gì đã xảy ra (nước Pháp đã xử tử hơn 10.000 người cộng tác với Đức Quốc xã sau khi được quân Đồng Minh giải phóng năm 1945, xem Épuration légale)... Những người này được cho cơ hội trở lại làm một công dân bình thường, tham gia vào cộng đồng cả nước như bao người. Các vị còn đòi hỏi gì nữa?

### Sau khi được thả
Sau thời gian đi học tập cải tạo, những người này được phục hồi đầy đủ quyền công dân. Trong vòng 48h sau khi ra khỏi trại cải tạo, người được cải tạo sẽ tới trình diện tại Ban quản lý người học tập cải tạo, sau đó là về làm việc với tổ quản lý cấp phường, xã để trước khi trở về nhà. Đối với những người mà giấy ra trại có ghi: "không quản chế" thì không bị quản chế và được hưởng quyền công dân ngay, còn nếu người đó thuộc diện "bị quản chế" thì vẫn được về nhà nhưng khi đi khỏi phường, xã trên 24h phải xin phép công an xã hoặc phường, ra khỏi quận thì xin phép công an quận và ra khỏi tỉnh hoặc thành phố thì xin phép công an tỉnh hoặc thành phố. Thời hạn quản chế là từ 6 tháng đến 1 năm. Người bị quản chế vẫn được tuyển dụng vào các cơ quan, xí nghiệp của Nhà nước. Sau thời gian quản chế nếu không có vi phạm sẽ được phục hồi quyền công dân. Thời gian quản chế có thể được rút ngắn nếu lập thành tích nổi bật trong công tác bảo vệ trật tự an ninh hoặc trong lao động sản xuất. Các cơ quan công quyền có trách nhiệm tạo điều kiện để người hoàn thành học tập, cải tạo về được lao động sản xuất để có cuộc sống ổn định lâu dài.
Trong những người đã bị đưa đi học tập cải tạo, đã có nhiều người ra định cư ở nước ngoài, theo các chương trình xuất cảnh như Chương trình Ra đi có Trật tự, một thỏa thuận giữa Việt Nam và Hoa Kỳ ký năm 1989. Theo đó thì chính phủ Mỹ dành ưu tiên nhập cảnh cho những cựu quân nhân, viên chức của Việt Nam Cộng hòa giam từ ba năm trở lên. Các chương trình sau đã và đang được tiến hành:
- Chương trình Ra đi có Trật tự (Orderly Departure Program - ODP) kết thúc vào tháng 9 năm 1994. Chương trình này bao gồm đoàn tụ gia đình, con lai và bao trùm cả chương trình H.R.
- Chương trình Tái định cư nhân đạo (Humanitarian Resettlement Program - HR)
- Chương trình Tái định cư nhân đạo mới (hay Chương trình H.O. mới) chỉ dành cho những người phải học tập cải tạo sau năm 1975, chưa có cơ hội nộp đơn qua chương trình ODP.
- Chương trình Tái định cư nhân đạo HR, cứu xét đơn năm 2005[40]

Theo Tướng Nguyễn Hữu Có, Phó thủ tướng, kiêm Tổng trưởng Quốc phòng, đồng thời là Tổng tham mưu trưởng Việt Nam Cộng hòa mô tả cuộc sống sau khi hết Học tập, cải tạo như sau:
| “ | "Sau giải phóng, tôi đi học tập cải tạo và hiện sống với gia đình ở thành phố Hồ Chí Minh. Không có ai cản trở gì đến cuộc sống của chúng tôi. Chúng tôi có tới 12 người con, hiện các con tôi đã lập gia đình, có con cháu và các cháu cùng sống với chúng tôi. Các con tôi tuy làm những công việc khác nhau, nhưng đủ sống, có cháu còn khá giả. Các con và cháu tôi đều được đi học, gia đình tôi sống hòa thuận, vui vẻ, quan hệ tốt với khu phố, được tặng không ít bằng khen, giấy khen vì những thành tích khác nhau. Tôi và vợ vẫn qua lại bên Hoa Kỳ chơi, không hề bị cấm đoán. Sắp tới, chúng tôi lại sang Hoa Kỳ thăm người nhà. Năm 2004, tôi được mời tham gia công tác Mặt trận, là Ủy viên Ủy ban Mặt trận Tổ quốc thành phố Hồ Chí Minh. Tôi vẫn thường xuyên được mời tới tham dự các cuộc gặp mặt với các vị lãnh đạo cao cấp của Quốc hội, Nhà nước, Mặt trận, đoàn thể và luôn nhận được sự thăm hỏi, động viên của các cấp chính quyền. Gia đình tôi theo đạo Tin lành, chúng tôi được tự do đi lễ nhà thờ, không bị ai bắt bớ, cấm đoán, cấm giảng đạo". | ” |

## Thời kỳ Đổi Mới
Cải tạo lao động tiếp tục được duy trì sau thời kỳ Đổi mới là một cách kỷ luật giam giữ những đối tượng phạm tội hình sự, tệ nạn xã hội, bị kết án chống lại nhà nước CHXHCN Việt Nam. Ngoài ra, còn có hình thức "cải tạo không giam giữ" (người cải tạo được sống tại địa phương, không phải vào trại cải tạo) cho những tội phạm hình sự nhưng ít nghiêm trọng như gây rối trật tự công cộng ở mức nhẹ, buôn lậu quy mô nhỏ, trộm cắp tài sản có giá trị thấp...
Bà Bùi Thị Minh Hằng đã bị Chủ tịch UBND TP Hà Nội ra quyết định đưa vào cơ sở giáo dục Thanh Hà (Vĩnh Phúc) từ ngày ngày 28 tháng 11 năm 2011 cho tới 28.04.2012 sau khi cho rằng bà này đã lợi dụng quyền tự do, dân chủ của công dân để gây rối trật tự công cộng trong lúc xuống đường tham gia biểu tình về vấn đề tranh chấp chủ quyền giữa Việt Nam-Trung Quốc..